# Армагедон (албум)
Вижте пояснителната страница за други значения на Армагедон.
Армагедон е десетият студиен албум на руската група Ария. Той е втори и последен с участието на Артур Беркут като вокалист.

## История на създаването
Това е първият албум на групата след подписването им с лейбъла CD Maximum. Работата по албума се проточва поради заетостта на Маргарита Пушкина. За първи път са поканени други текстописци освен Пушкина и Александър Елин. Текстът на песента „Меченый злом“ е написан от Нина Кокорева, а този на „Мессия“ – от Игор Лобанов от група Слот. „Армагедон“ продължава военноисторическата тематика от предишния албум Крещение огнем. Пилотният сингъл към албума е песента „Чужой“, която оглавява класацията Чартовая дюжина на Наше Радио. Песента „Твой день“ е единствената песен на Ария, композирана от Артур Беркут. При издаването на албума групата се снима в костюмите на викинги, рицари и самураи. В концертното турне също е включено сценично шоу.

## Песни в албума
- 1. Последний закат
- 2. Меченый злом
- 3. Страж империи
- 4. Новый крестовый поход
- 5. Мессия
- 6. Кровь королей
- 7. Викинг
- 8. Чужой
- 9. Свет былой любви
- 10. Твой день